# Gebrüder Schreitel

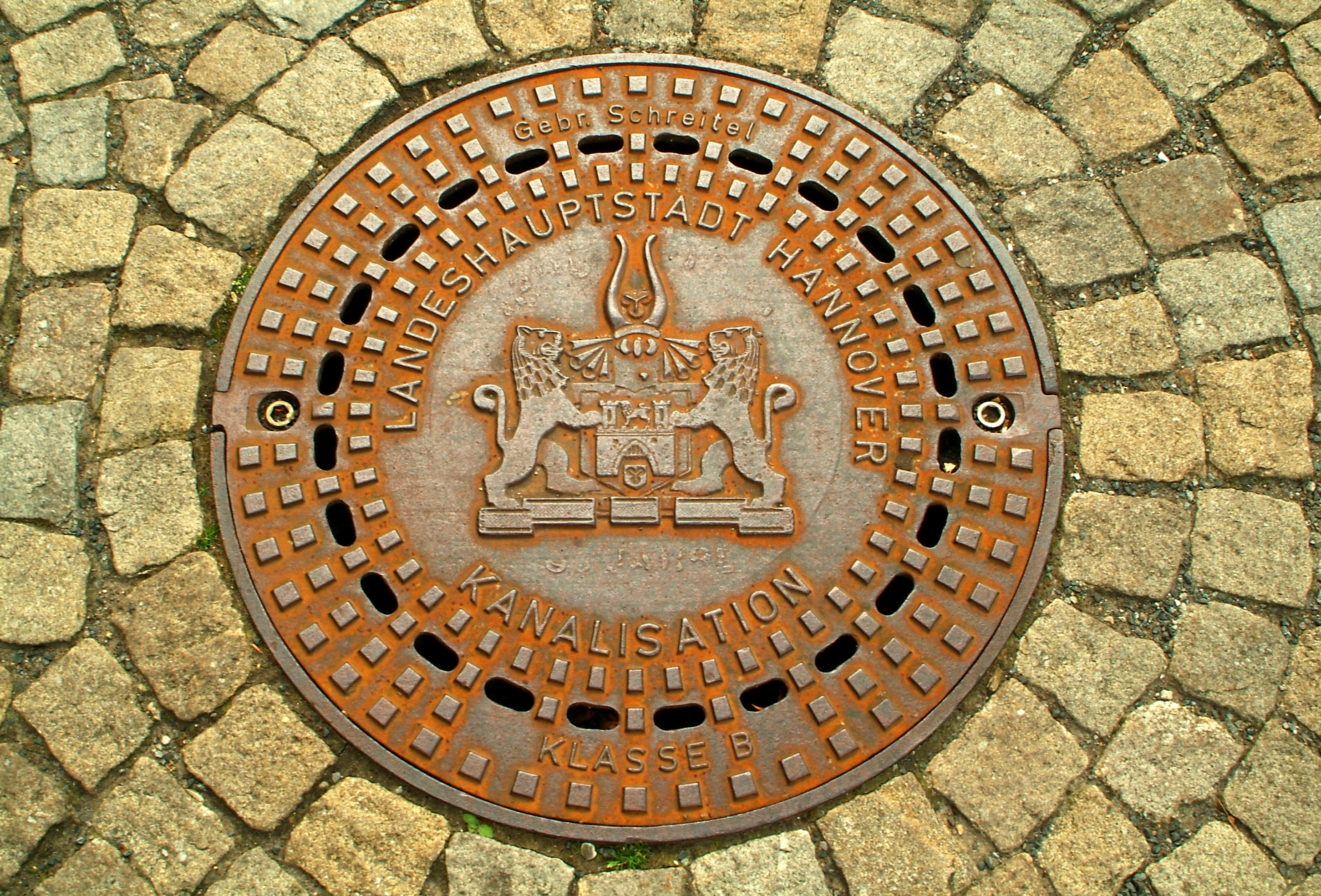
Kanaldeckel mit dem Wappen der Landeshauptstadt Hannover vor dem Regierungsgebäude in der Calenberger Straße

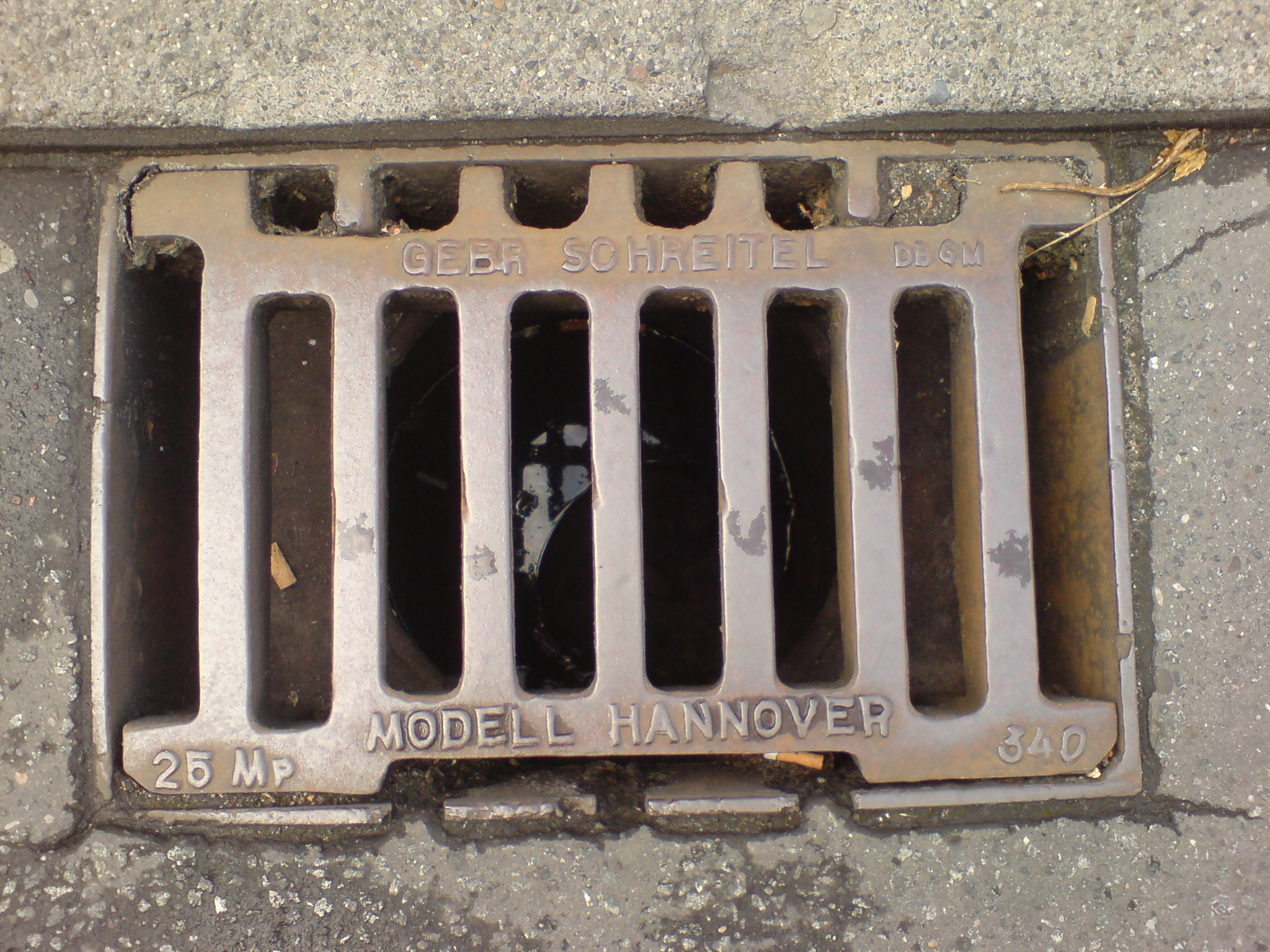
Gullydeckel der Firma, älteres „Modell Hannover“ in der Brüderstraße

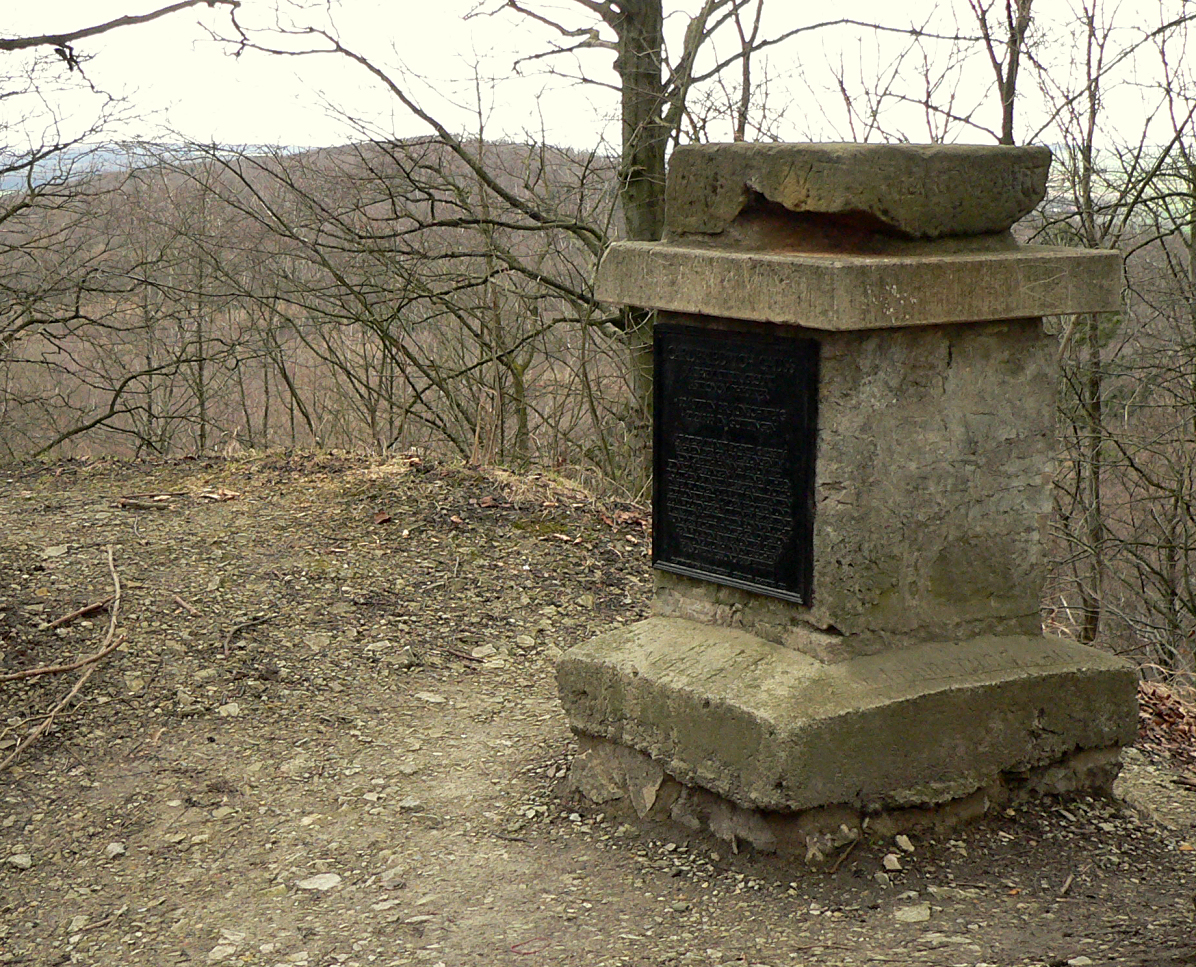
Der Gaußstein in den Lichtenbergen mit einer Inschriftenplatte der Gebrüder Schreitel

Die Eisengießerei Gebr. Schreitel GmbH & Co. KG war eine mittelständische Eisengießerei in Salzgitter-Lebenstedt. Das Unternehmen goss neben Gullydeckeln und Kanaldeckeln auch Gedenktafeln.

## Geschichte
Das Unternehmen wurde 1946 von den Gebrüdern Wilhelm und Waldemar Schreitel gegründet und bestand bis 1994 in der Peiner Straße.

## Werke
- 2008 übergab der seinerzeit älteste Neffe der Gebrüder, Eugen Sorokin, der Stadt Salzgitter insgesamt zwanzig Gussmodelle mit Wappen der Städte Salzgitter und deren Partnerstädten Gotha, Imatra, Swindon, Staryj Oskol und Créteil als Schenkung.[1]
- An der Burgruine Lichtenberg wurde am Gaußstein in den Lichtenbergen eine den Geodäten Carl Friedrich Gauß würdigende Gedenktafel aus der Produktion der Gebrüder Schreitel angebracht.[2]
- Eine Tafel aus dem Hause Schreitel für Wilhelm Wassmuss wurde an einem Gedenkstein an einer Bushaltestelle in Ohlendorf angebracht.[3]